# ری‌اکشن انجینز
ری‌اکشن انجینز (انگلیسی: Reaction Engines) شرکت هوافضای بریتانیایی است، که در سال ۱۹۸۹ تأسیس شد.